# 秦海璐
秦 海璐（チン・ハイルー、アマンダ・チン、1978年8月11日 - ）は、中華人民共和国の女優。

## 出演作品

### 映画
- ドリアン ドリアン 榴槤飄飄（2000年）
- 愛・作戦 爱‧作战（2004年）……日本ではCS放送のみ
- 窒息 窒息（2005年）
- 父子 父子（2006年）……第19回東京国際映画祭で上映
- 桃（タオ）さんのしあわせ 桃姐（2011年）
- 101回目のプロポーズ 〜SAY YES〜 101次求婚（2012年）
- The Crossing ザ・クロッシング Part I 太平轮（2014年）
- The Crossing ザ・クロッシング Part II 太平轮：彼岸（2015年）
- 三城記 三城記（2015年）
- 隠れ鬼 捉迷藏（2016年）……Netflixで配信
- 崖上のスパイ 悬崖之上（2021年）
- ロングショット 老枪（2023年）

### テレビドラマ
- 紅いコーリャン 〜紅高梁 红高粱（2014年）
- 白鹿原 白鹿原（2017年）